# Un peu de feu, S.V.P.
Un peu de feu, S.V.P. er en fransk stumfilm fra 1904 af Georges Méliès.